# Kościół Przemienienia Pańskiego w Ogrodzieńcu
Kościół Przemienienia Pańskiego – rzymskokatolicka świątynia parafialna znajdująca się w Ogrodzieńcu przy ulicy Tadeusza Kościuszki.

## Historia i architektura
Kościół został wybudowany w latach 1783-1787 przez właściciela Ogrodzieńca, Jana Józefa Jaklińskiego. Uroczystej konsekracji dokonał biskup kielecki Tomasz Kuliński w dniu 11 września 1983 r. Świątynia w Ogrodzieńcu posiada cechy późnobarokowe i klasycystyczne. Jest to budynek murowany z wysoką wieżą znajdującą się przy głównej fasadzie od zachodu. Wieża ta to takie przedłużenie facjaty. Przy głównej fasadzie umieszczone są dwie nisze, w których mieszczą się posągi św. Wawrzyńca i św. Floriana. Nad wejściem umieszczona jest łacińska sentencja DOMUS MEA DOMUS ORATIONIST EST (po polsku dom mój domem modlitwy jest). Szczyt wieży to jakby kapliczka z wysoką sygnaturą na niej ustawioną. 

## Wyposażenie
Wnętrze posiada sklepienia beczkowe. Sklepienia posiadają arkady, a ściany pilastry. Przy głównym ołtarzu umieszczony jest obraz Przemienienia Pańskiego, a nad nim obraz Boga Ojca. Przy obu stronach ołtarza umieszczone są 4 kolumny, na szczycie ich umieszczeni są dwaj leżący aniołowie. Przy bocznym ołtarzu umieszczony jest obraz Maryi z Dzieciątkiem, którego symbolika wiąże się z obrazem Maryi z Dzieciątkiem zwanym Dei Salus Populi Romani, umieszczonym w bazylice Santa Maggiore w Rzymie. Obraz ten jest wiąże się z wiktorią wojsk chrześcijańskich po Lepanto. Na Wawelu umieszczony jest obraz Tomasza Dolabelli, namalowany na pamiątkę tej bitwy. Obraz Matki Boskiej Śnieżnej (tak nazywa się ten wizerunek Maryi) został przywieziony do Polski na początku XVII w. Po lewej stronie w arkadzie umieszczona jest ambona, a po przeciwnej stronie w niszy kropielnica z wizerunkiem dwóch aniołów. Przy wejściu do zakrystii umieszczony jest oryginalny dzwonek w kształcie patka. Duży dzwon świątyni posiada wizerunek Chrystusa i został wykonany w 1889 r., a na małym umieszczona jest sentencja: Joanne Sobieski, regente Illustrissiomo ac Magnifico domino Michaele a Warsice Wasicki ensiferto, PAX nobis. Jest też sentencja mówiąca o tym, że został on wykonany kosztem ogrodzienieckich parafian, za czasów ks. W. Frycza. 